# Associação Portuguesa de Asmáticos

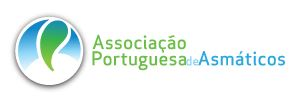

A Associação Portuguesa de Asmáticos (APA) é uma Instituição Particular de Solidariedade Social (IPSS) criada em 1995 por um grupo de doentes asmáticos, com o apoio de médicos especialistas, nomeadamente Imunoalergologistas e Pneumologistas.

## Objetivos
A APA tem como objetivo principal levar os doentes e os seus familiares a conhecerem melhor a doença, de modo a usufruírem de uma melhor qualidade de vida.
As metas da Associação Portuguesa de Asmáticos são:
- Organizar e publicar informação sobre a asma.
- Divulgar estratégias e ferramentas úteis para o controlo e tratamento da asma.
- Promover atividades/iniciativas para aumentar o conhecimento sobre asma.
- Representar os interesses dos asmáticos junto das autoridades.
- Sensibilizar a sociedade em geral para contribuir para o bem-estar das pessoas com asma.
- Promover um ambiente saudável para todos e para pessoas com asma, quer nos espaços públicos, quer privados.
- Lutar para que a asma brônquica com sintomas persistentes seja reconhecida por todos como doença crónica.
- Promover a investigação na asma e outras doenças alérgicas.

## Corpos Sociais 2016-2019
Direção
É composta pelo Presidente Mário Morais de Almeida e os vice-presidentes Luís Araújo e Graça Freitas. Carlos Nunes e José Ferreira ocupam os cargos de secretário e tesoureiro, respetivamente. Paula Russo é a tesoureira-adjunta e Ana Maria Quintas, a vogal.
Assembleia-Geral
- Presidente - Filomena Neves
- 1.º Secretário - Deolinda Monteiro
- 2.º Secretário - Miguel Paiva

Conselho Fiscal
- Presidente - António Cardoso
- Vogais - Maria Fátima Leal e Ana Sofia Monteiro
- Vogais suplentes - Luís Filipe Ferreira e João Almeida Fonseca

## Campanhas de sensibilização
Eu tenho a asma grave na mão
Trata-se de uma campanha de sensibilização para a asma grave com o propósito de melhorar a informação junto dos doentes e aumentar o controlo da doença. Lançada em 2016, no Dia Mundial da Asma que se assinalou a 3 de maio, a campanha "Eu tenho a asma grave na mão" resultou de uma parceria entre a Associação Portuguesa de Asmáticos e a Novartis.

## Organizações
A APA integra, a nível internacional, a EFA (European Federation of Allergy and Airways Diseases Patients' Associations).